# Psalm 137

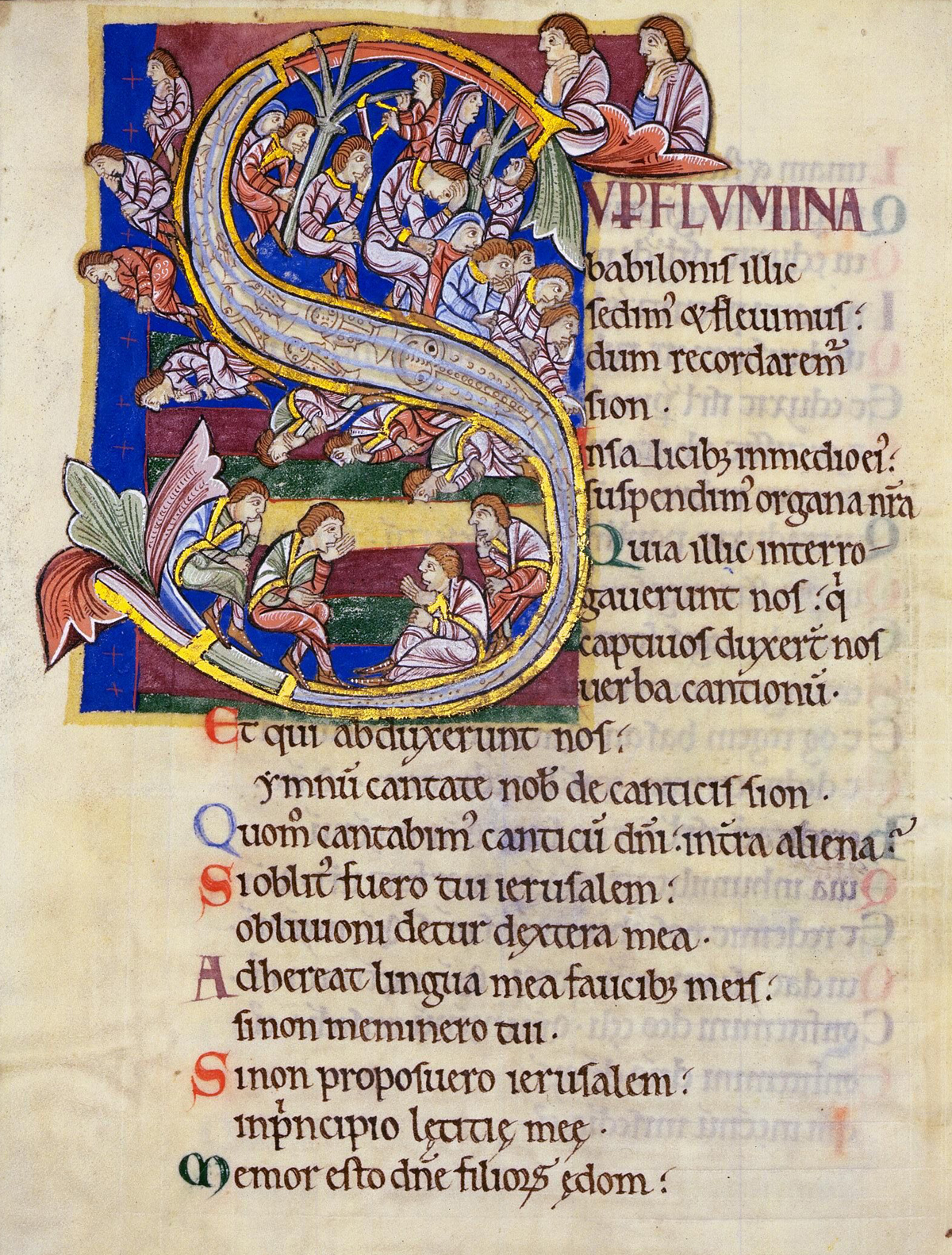
Initiale Ps. 136, Albani-Psalter

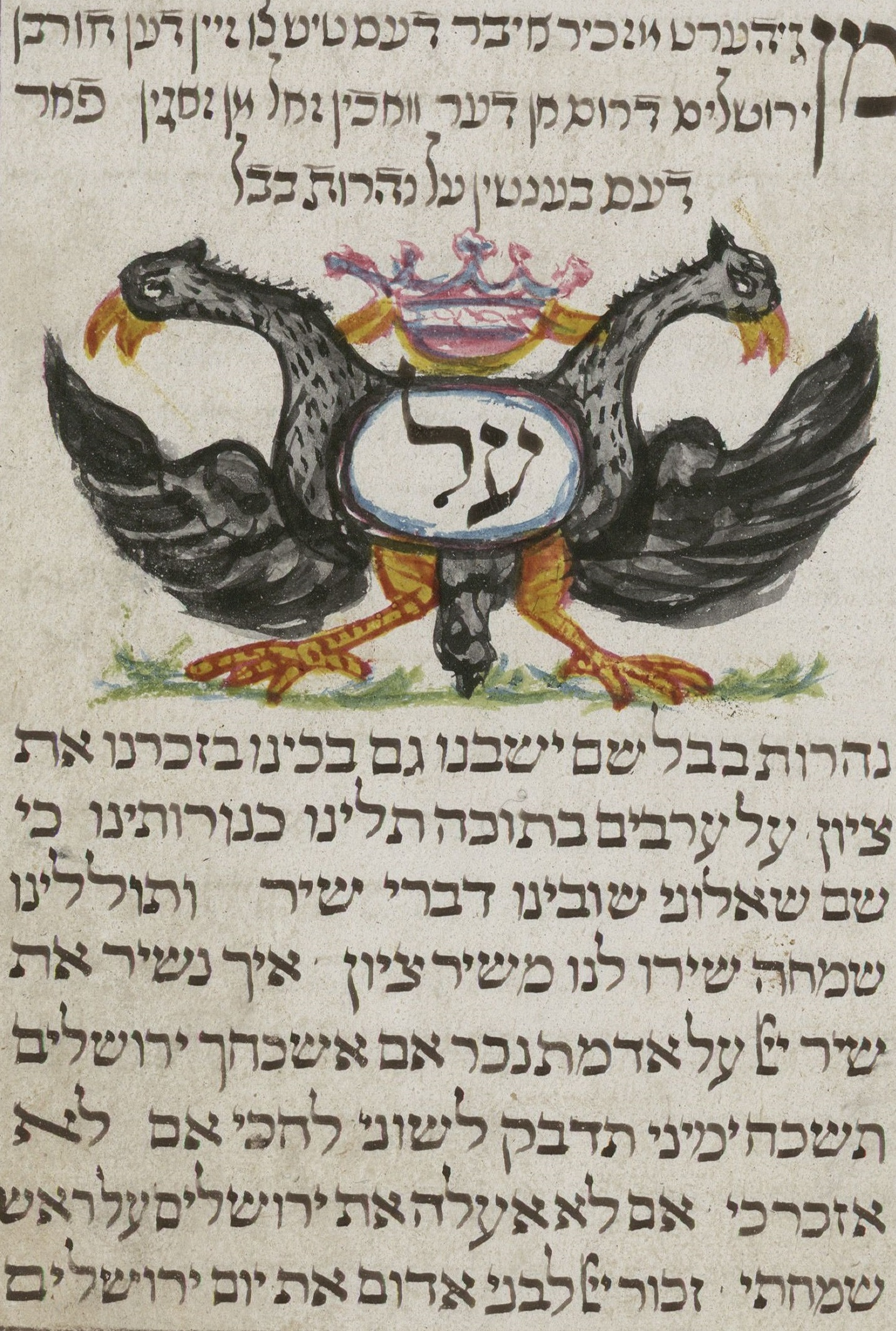
Psalm 137, Hebräisch, 1738

Psalm 137 (Ps 137 , nach Zählung der Septuaginta und der Vulgata: Psalm 136 , lateinische Anfangsworte: Super flumina Babylonis) ist einer der bekanntesten biblischen Psalmen. Seine Eröffnungszeilen – „An den Strömen von Babel …“, englisch „By the rivers of Babylon …“ – sind Teil mehrerer erfolgreicher Musikstücke geworden.
Der Psalm ist ein Hymnus, der die Sehnsucht des Jüdischen Volkes im babylonischen Exil nach seiner Heimat beschreibt. Jerusalem, die heilige Stadt der Juden, war im Jahr 586 v. Chr. von den Babyloniern unter Nebukadnezar II. erobert und weitgehend zerstört worden. Die Ströme von Babel sind der Euphrat mit seinen Nebenflüssen und der Chabur.

## Inhalt
Der Psalm beschreibt die Sehnsucht der verschleppten Juden nach Jerusalem und dem Zion, wo der Tempel JHWHs stand. Ist die Einleitung noch eher melancholisch geschrieben, steht im zweiten Teil des Psalms der Hass und die erwartete Rache Gottes an den Sklaventreibern.
Der Psalm wird generell dem Propheten Jeremia zugeschrieben. Die Septuaginta enthält auch die Überschrift „Für David, von Jeremiah, in der Gefangenschaft“.
Die ersten vier Verse des Psalms sind aufgrund der mehrfachen Verwendung in erfolgreichen Musikstücken sehr bekannt.

„1An den Strömen von Babel, da saßen wir und weinten, wenn wir an Zion dachten. 2Wir hängten unsere Harfen an die Weiden in jenem Land. 3Dort verlangten von uns die Zwingherren Lieder, unsere Peiniger forderten Jubel: ‚Singt uns Lieder vom Zion!‘ 4Wie könnten wir singen die Lieder des Herrn, fern, auf fremder Erde?“

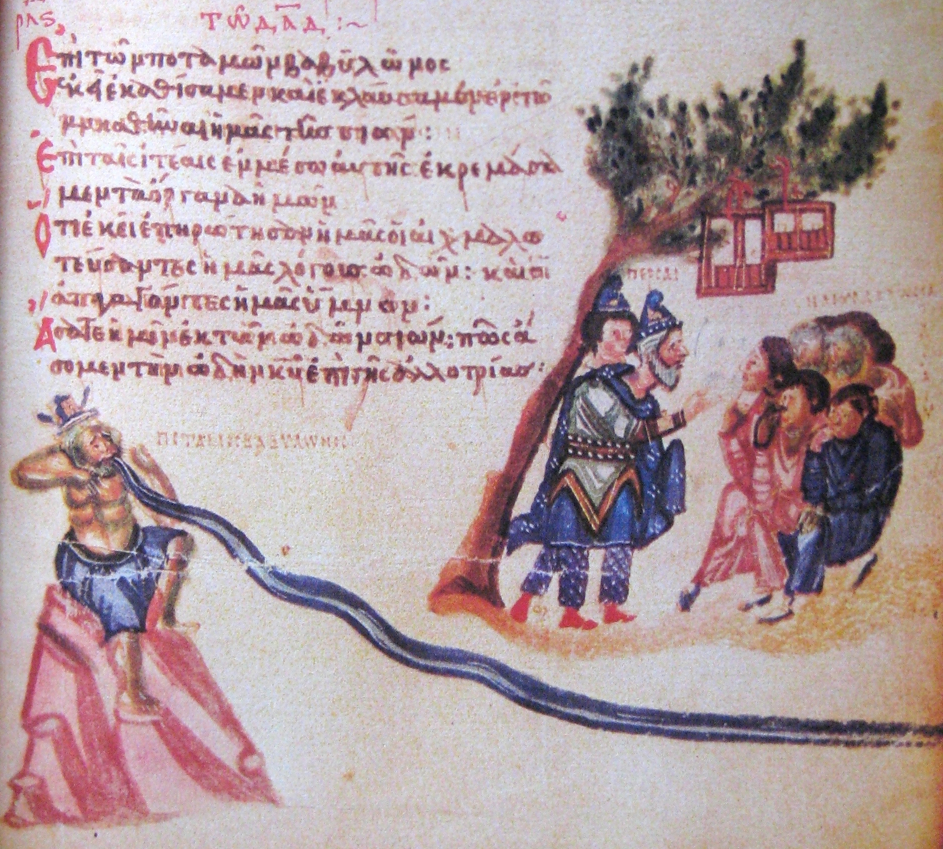
Darstellung der Weinenden an den Strömen von Babel im Chlodov-Psalter (9. Jahrhundert)

Die Vertriebenen wünschen sich sehnlichst, wieder nach Hause zurückzukehren und Gott wieder auf dem Tempelberg in Jerusalem anbeten zu können. Sie wollen die zerstörte Stadt und den Tempel Salomos wieder aufbauen, der von Nebukadnezar II., dem König von Babylon, zerstört worden war. Diese Vertreibung war dem Jüdischen Volk von vielen Propheten für ihre Untreue zu Gott vorausgesagt worden. An vorderster Front kämpfte Jeremia für eine Umkehr zu Gott. Bei Jeremia werden schwere Anschuldigungen gegen Juda erhoben: „Von Norden her ergießt sich das Unheil über alle Bewohner des Landes, … dann werde ich [Gott] mein Urteil über sie sprechen und sie strafen … weil sie mich verlassen, anderen Göttern geopfert und das Werk ihrer eigenen Hände angebetet haben.“ (Jer 1,15–16 ) „Wo sind nun deine Götter, die du dir gemacht hast? Sie mögen sich erheben, falls sie dir helfen können, wenn du in Not bist. Denn so zahlreich wie deine Städte, Juda, sind deine Götter.“ (Jer 2,28 )
Schließlich kündigt Jeremia dem Volk die Verschleppung nach Babel als Strafe für ihre Verfehlungen gegen den Herrn an: „Dieses ganze Land wird zum Trümmerfeld und zu einem Bild des Entsetzens und diese Völker werden dem König von Babel siebzig Jahre lang dienen.“ (Jer 25,11 ) Doch gleich im nächsten Satz kündigt der Prophet die Rückkehr des Volkes Israel und die harte Bestrafung der Chaldäer an. In Erwartung dieser Rache Gottes fährt der Psalm 137 denn auch mit sehr scharfen Worten und der Androhung von Selbstverstümmelung weiter:

„5Wenn ich dich je vergesse, Jerusalem, dann soll mir die rechte Hand verdorren. 6Die Zunge soll mir am Gaumen kleben, wenn ich an dich nicht mehr denke, wenn ich Jerusalem nicht zu meiner höchsten Freude erhebe. 7Herr, vergiss den Söhnen Edoms nicht den Tag von Jerusalem; sie sagten: ‚Reißt nieder, bis auf den Grund reißt es nieder!‘ 8Tochter Babel, du Zerstörerin! Wohl dem, der dir heimzahlt, was du uns getan hast! 9Wohl dem, der deine Kinder packt und sie am Felsen zerschmettert!“

Die ausgesprochenen Drohungen erscheinen von einem starken Hass auf die Versklaver getrieben zu sein, dennoch ist überliefert, dass es vielen Juden in Babylon gar nicht so schlecht ging und sie sogar zu hohen Ämtern im babylonischen Staatsapparat gelangten. Diese Ehre wurde etwa dem Propheten Daniel zuteil (Dan 1 ). Nach 539 v. Chr. erlaubte Kyros II., König von Persien, die Rückkehr der verschleppten Völker in ihre Heimat, nachdem er das Babylonische Reich erobert hatte.
Inwiefern die Prophezeiung der Zerstörung Babylons eingetroffen ist, ist heute umstritten. Sicher ist, dass die Stadt nach dem 5. Jahrhundert v. Chr. in der Weltpolitik keine Rolle mehr spielte und mehr und mehr zerfiel.

## Wirkungsgeschichte in der Liturgie
In den orthodoxen und Ostkirchen, die den Byzantinischen Ritus verwenden, wird der Psalm 137 (136 nach der griechischen Zählung) außer in der Osteroktav jeden Freitag zur Frühmette gelesen.
In der Römisch-Katholischen Kirche ist der Psalm Bestandteil des Stundengebets. In der Sonntagsmesse ist er am vierten Fastensonntag (Laetare) im Lesejahr B vorgesehen.
Im Judentum wird der Psalm 137 an Werktagen – also weder am Schabbat noch an Feiertagen – vor dem Tischgebet, genannt „Birkat Hamason“, gesungen.

## Wirkungsgeschichte in der Musik

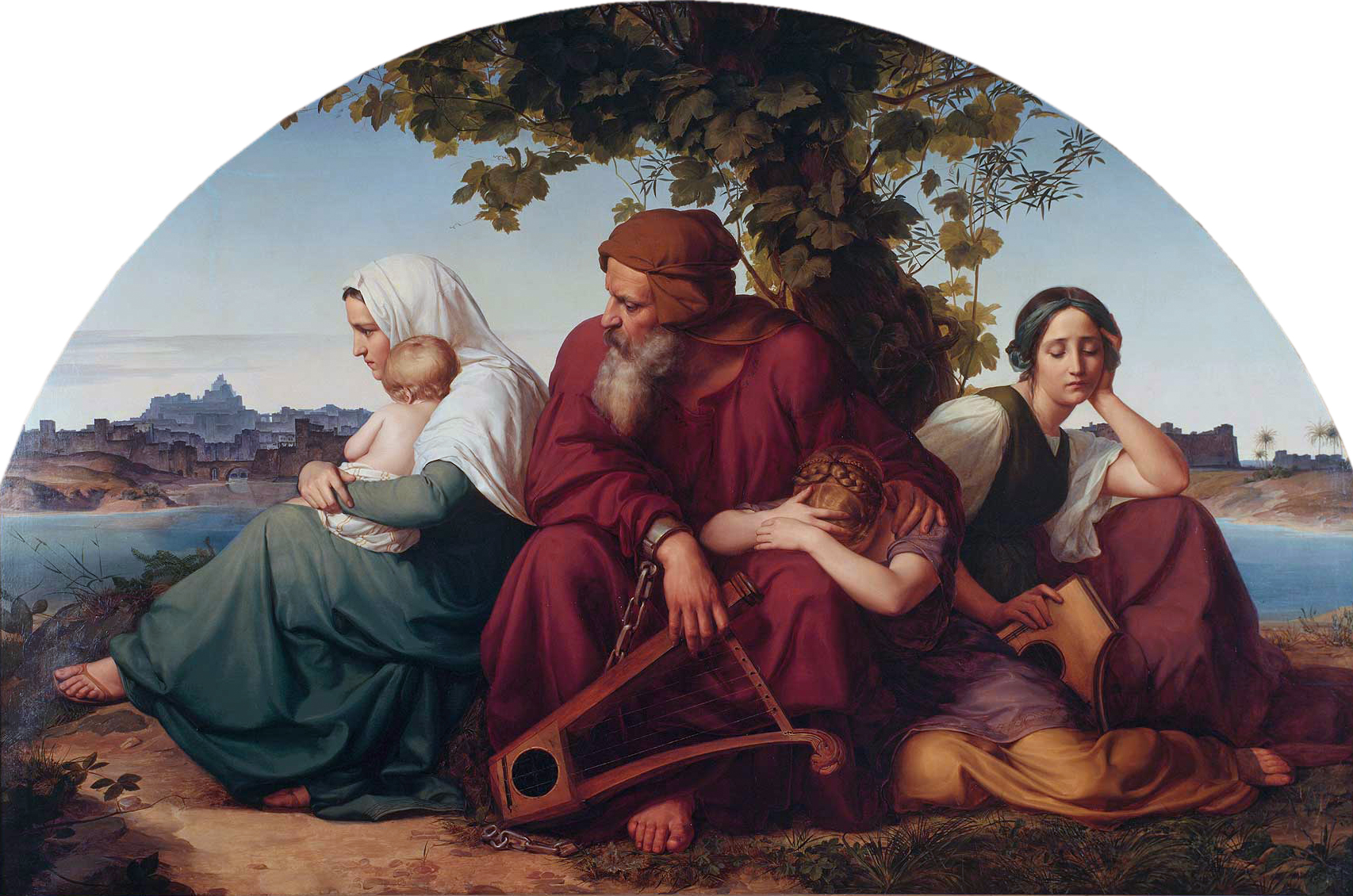
Eduard Bendemann: Die trauernden Juden im Exil (1832)

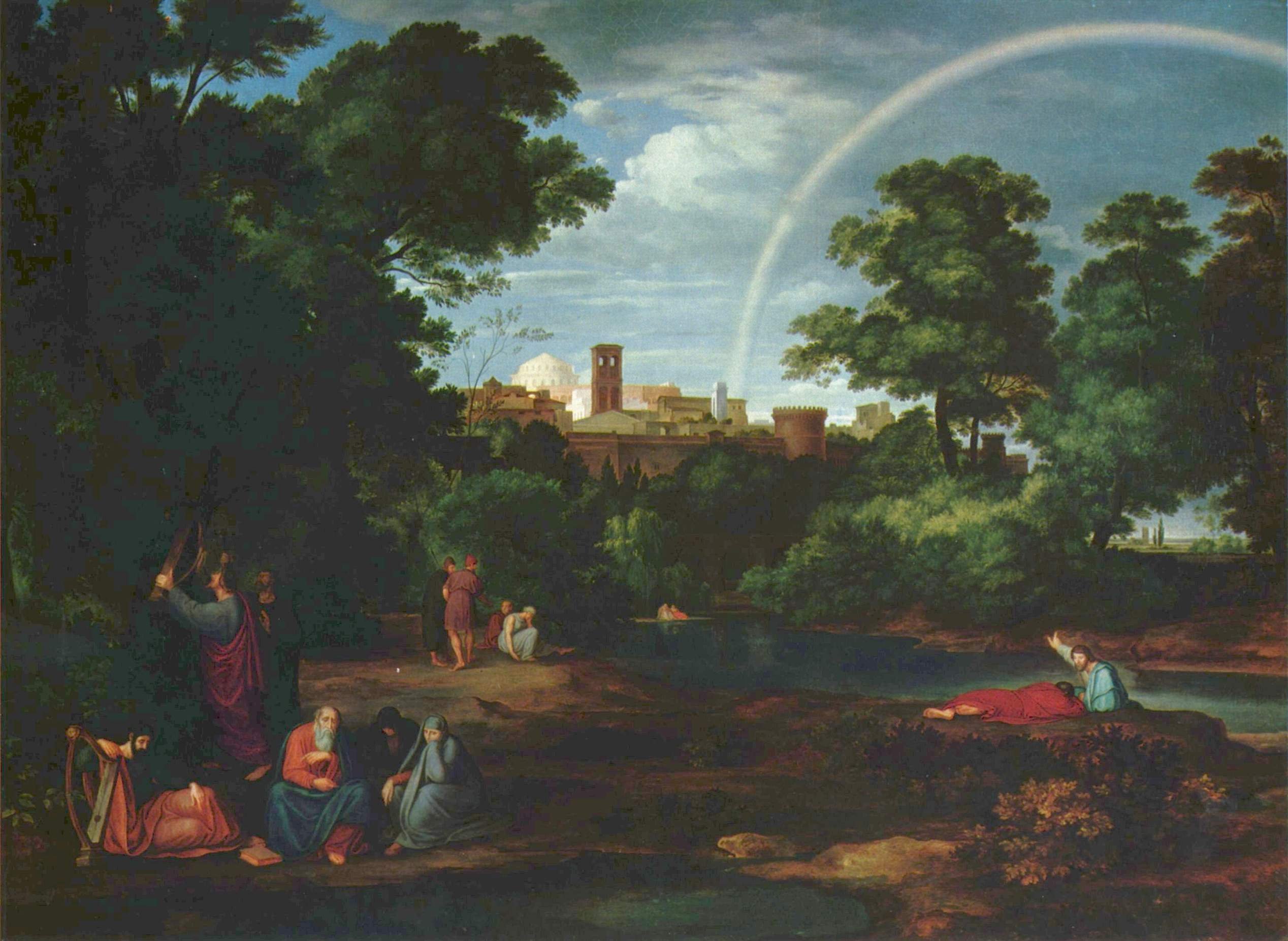
Ferdinand Olivier: Die Juden in der Babylonischen Gefangenschaft (um 1838)

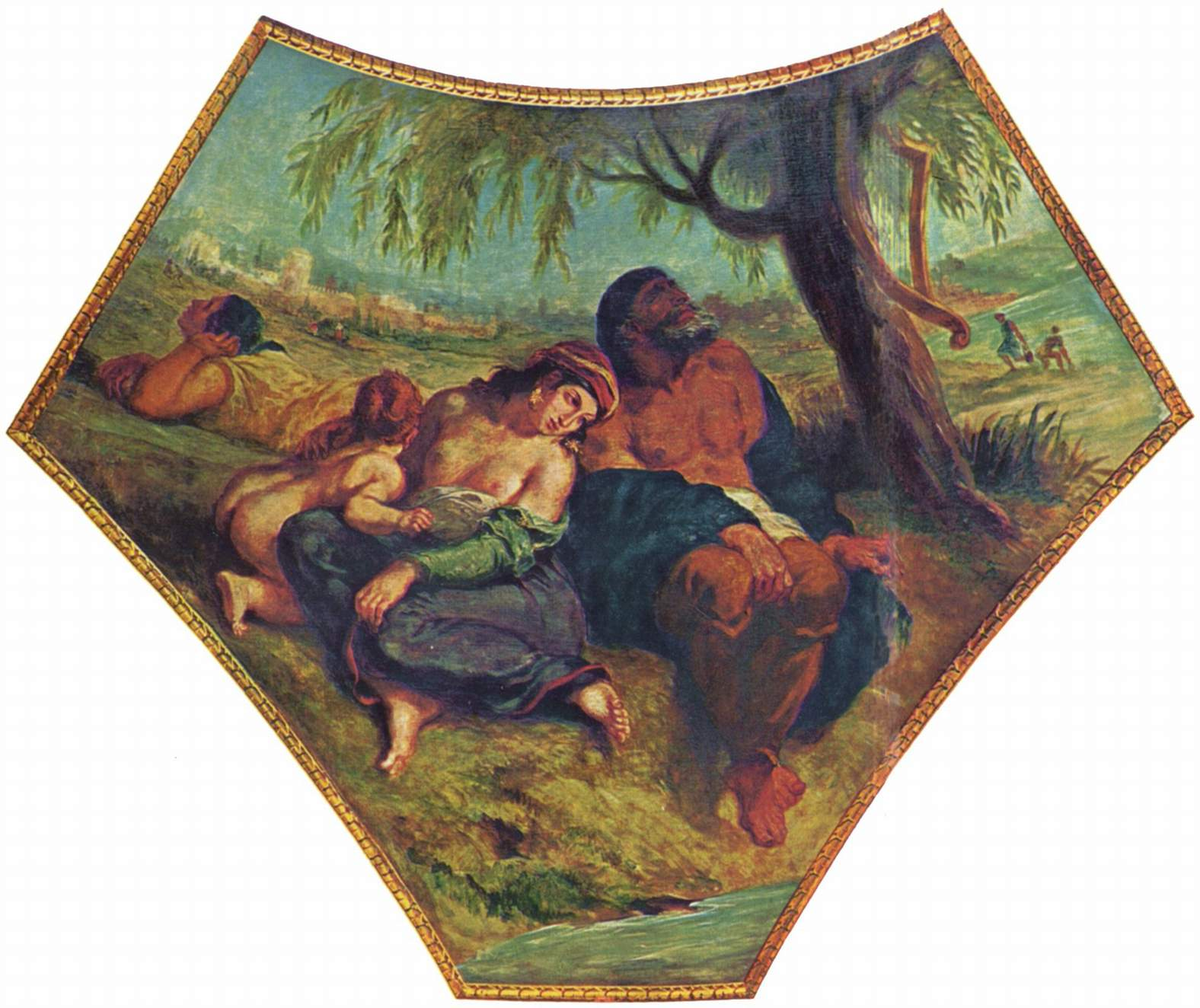
Eugène Delacroix: Zyklus in der Bibliothek des Palais Bourbon (Paris)

Der Psalm wurde im Laufe der Jahrhunderte immer wieder von Komponisten vertont (Auswahl):
- Im deutschen Sprachraum war der Choral An Wasserflüssen Babylon von Wolfgang Dachstein, entstanden 1525, bedeutend.
- Orlando di Lasso vertonte Super flumina Babylonis als vierstimmige Motette, erstveröffentlicht 1585.[4]
- Heinrich Schütz vertonte den Psalm 1619 in einem Doppelchörigen Choral An den Wassern zu Babel, SWV 37.
- Marc-Antoine Charpentier vertonte 2 Super flumina Babylonis (1680 ?), H.170, H.171 – H.171a.
- Michel-Richard Delalande vertonte 1 Super flumina Babylonis S.13 (1686).
- Charles-Hubert Gervais vertonte 1 Super flumina Babylonis (1723).
- François Giroust, vertonte 1 Super flumina Babylonis (1768)
- Der Psalm gab die Inspiration für den berühmten Sklavenchor Va, pensiero in Giuseppe Verdis Oper Nabucco (1842).
- Gabriel Fauré vertonte Super flumina Babylonis als Kompositionsbeitrag für den Prix de Rome 1863 für Chor und Orchester.
- Mit Při řekách babylonských (op. 99: Biblische Lieder, Teil 7) existiert zudem auch eine tschechische Vertonung des Psalms von Antonín Dvořák. Sie war 1894 während seines Amerika-Aufenthaltes zunächst als Stück für Klavier und Singstimme entstanden; ein Jahr später schuf der Komponist eine Version für Singstimme und Orchester.
- Guy Ropartz vertonte den Psalm 1897 in französischer Übersetzung unter dem Titel Psaume 136 für Chor, Orgel und Orchester.[5]
- Im englischen Sprachraum gibt es zahlreiche Versionen von By the waters/rivers of Babylon. Oft wird dabei der zweite Teil oder zumindest der letzte Vers des Psalms weggelassen. John L. Bell, ein schottischer Liederschreiber, meint zu seiner eigenen Interpretation des Psalms: “The final verse is omitted in this metricization, because its seemingly outrageous curse is better dealt with in preaching or group conversation. It should not be forgotten, especially by those who have never known exile, dispossession or the rape of people and land.”[6]
- In Charles Martin Loefflers Frauenchorwerk Psalm CXXXVII (By the Rivers of Babylon) (1901) folgen auf die ersten sechs Verse des Psalms der vierte und fünfte Vers des Psalms 126.[7]
- Harry Partch vertonte den Psalm als By the Rivers of Babylon (1931).
- Im Oratorium Belshazzar's Feast (1931) von William Walton wird die Eröffnungssequenz von israelitischen Gefangenen in Babylon gesungen.
- Brent Dowe und Trevor McNaughton der Gruppe The Melodians schrieben Rivers of Babylon (1970) zu jamaikanischer Musik. 1978 veröffentlichten Boney M eine Coverversion, die in vielen Ländern lange auf Platz eins der Hitparaden war. Der Text des Evergreens besteht aus den ersten vier Versen des Psalms, der vom Babylonischen Exil der Juden handelt. Die deutsche Fassung desselben Lieds – Die Legende von Babylon, gesungen von Bruce Low – liefert eine Fassung der Geschichte, in der die Legende des Turmbaus zu Babel erzählt wird, der in der Bibel in Genesis 11,1-9 EU zu finden ist und rund 1000 Jahre vor dem babylonischen Exil stattgefunden haben soll.
- Der Psalm wird im Broadway-Musical Godspell (1971) als On the Willows (dt. An den Weiden) vorgetragen.
- Auch der Popsong By the Waters of Babylon aus Don McLeans Album American Pie (1971) beruht auf dem Text des Psalms 137. Es handelt sich bei diesem Song um die Bearbeitung eines Kanons von Philip Hayes (1738–1797).
- Matisyahu verwendet die Verse 5 und 6 in seinem Lied Jerusalem (2006).
- John Williams stellt dem Ersten Satz seines am 23. September 2009 uraufgeführten Harfenkonzertes On Willows and Birches ein Zitat aus dem Psalm voran: “We hanged our harps upon the willows …”.
- Ludger Stühlmeyer komponierte 2019 eine Fantasie für Orgel Super flumina Babylonis nach dem Aquarell An den Wassern zu Babel (1918) von Paul Klee.

## Wirkungsgeschichte in der Literatur
- Psalm 137 gab Stephen Vincent Benéts Kurzgeschichte By the Waters of Babylon den Namen.
- Luís de Camões, ein portugiesischer Dichter des 16. Jahrhunderts, basierte eines seiner oft zitierten Lieder, Sobre os Rios que Vão, auf diesem Psalm.
- T. S. Eliot bezieht sich in seinem Gedicht Das wüste Land ebenfalls auf den Psalm. Im dritten Kapitel The Fire Sermon, schreibt er: “By the water of Leman I sat down and wept …”
- Heinrich Heines 1851 erschienene Gedichtsammlung Romanzero beschäftigt sich unter anderem intensiv mit der Frage jüdischer Identität. Das Gedicht Jehuda ben Halevy spielt gezielt mit der Tradition, in welcher der Psalm 137 steht.